# Luci Cecili Metel (tribú)
Luci Cecili Metel (en llatí Lucius Caecilius L. F. C. N. Metellus) va ser un magistrat romà, germà de Quintus Caecilius L. F. L. N. Metellus. Formava part de la gens Cecília, una antiga família romana d'origen plebeu.
Després de la batalla de Cannes (216 aC) juntament amb altres joves, va planejar abandonar Itàlia i buscar fortuna en algun altre lloc, però Publi Escipió el va dissuadir. A causa d'això els censors van apartar els joves de la seva tribu i els van rebaixar a eraris (214 aC), dos anys després dels fets, quan Cecili Metel era qüestor. Tot i la seva degradació, va ser escollit tribú de la plebs per l'any 213 aC i va tractar d'acusar els censors, però no va tenir el suport dels altres tribuns.